# Podchmurnik
Podchmurnik (Nephelomys) – rodzaj ssaków z podrodziny bawełniaków (Sigmodontinae) w obrębie rodziny chomikowatych (Cricetidae).

## Rozmieszczenie geograficzne
Rodzaj obejmuje gatunki występujące w Ameryce Południowej.

## Morfologia
Długość ciała (bez ogona) 102–184 mm, długość ogona 110–207 mm, długość ucha 11–39 mm, długość tylnej stopy 23–43 mm; masa ciała 36–126 g.

## Systematyka
Rodzaj zdefiniował w 2006 roku brazylijsko-amerykański zespół teriologów (Brazylijczycy Marcelo Weksler, Alexandre Reis Percequillo oraz Amerykanin Robert S. Voss) w artykule poświęconym opisowi dziesięciu nowych rodzajów ryżniakopodobnych gryzoni opublikowanym w czasopiśmie American Museum novitates. Gatunkiem typowym jest (oryginalne oznaczenie) podchmurnik białogardły (N. albigularis). 

### Etymologia
Nephelomys: gr. νεφελη nephelē ‘chmura’; μυς mus, μυoς muos ‘mysz’.

### Podział systematyczny
Do rodzaju należą następujące gatunki:
| Grafika | Gatunek                  | Autor i rok opisu                            | Nazwa zwyczajowa         | Podgatunki         | Rozmieszczenie geograficzne | Podstawowe wymiary                                 | Status IUCN |
| ------- | ------------------------ | -------------------------------------------- | ------------------------ | ------------------ | --- | -------------------------------------------------- | ----------- |
|         | Nephelomys devius        | (Bangs, 1902)                                | podchmurnik żarłoczny    | gatunek monotypowy | wyżyny Kostaryki i zachodniej Panamy; zakres wysokości: 1200–2700 m n.p.m.                                                                                              | DC: 15,5–16,5 cm DO: 18–19,5 cm MC: brak danych    | LC          |
|         | Nephelomys maculiventer  | (J.A. Allen, 1899)                           |                          | gatunek monotypowy | endemit Kolumbii (zbocza Sierra Nevada de Santa Marta i Serranía del Perrijá); zakres wysokości: 900–2600 m n.p.m.                                                      | DC: 12,7–18 cm DO: 14,8–19,4 cm MC: brak danych    | NE          |
|         | Nephelomys pirrensis     | (E.A. Goldman, 1913)                         |                          | gatunek monotypowy | endemit wschodniej Panamy (prawdopodobnie przylegająca Kolumbia); zakres wysokości: 1370–1585 m n.p.m.                                                                  | DC: 15–15,5 cm DO: 15,9–17 cm MC: brak danych      | NE          |
|         | Nephelomys pectoralis    | (J.A. Allen, 1912)                           |                          | gatunek monotypowy | endemit Kolumbii (wszystkie 3 pasma Andów); zakres wysokości: 1200–3160 m n.p.m.                                                                                        | DC: 12,4–18 cm DO: 11–19,6 cm MC: 36–126 g         | NE          |
|         | Nephelomys caracolus     | (O. Thomas, 1914)                            | podchmurnik kordylierski | gatunek monotypowy | endemit Wenezueli (Kordyliera Nadbrzeżna); zakres wysokości: 1050–2300 m n.p.m.                                                                                         | DC: około 14,1 cm DO: około 16,2 cm MC: około 66 g | LC          |
|         | Nephelomys meridensis    | (O. Thomas, 1894)                            | podchmurnik wielkouchy   | gatunek monotypowy | wschodnie Andy w północno-wschodniej Kolumbii i zachodniej Wenezueli; zakres wysokości: 1100–4000 m n.p.m.                                                              | DC: 13,5 16cm DO: 17–17,2 cm MC: 50–74 g           | LC          |
|         | Nephelomys childi        | (O. Thomas, 1895)                            |                          | gatunek monotypowy | endemit wschodniej Kolumbii (wszystkie 3 pasma Andów); zakres wysokości: 1140–3400 m n.p.m.                                                                             | DC: 12–18,4 cm DO: 11–19,4 cm MC: 43–86 g          | NE          |
|         | Nephelomys ricardopalmai | Ruelas, Pacheco Torres, Inche & Tinoco, 2021 |                          | gatunek monotypowy | endemit Peru (górskie lasy mgliste na wschód od rzeki Marañón, na zachód od rzeki Huallaga (Amazonas i San Martín); zakres wysokości: 1900–3200 m n.p.m.                | DC: 9,9–19,6 cm DO: 15,4–19,1 cm MC: 60–87 g       | NE          |
|         | Nephelomys albigularis   | (Tomes, 1860)                                | podchmurnik białogardły  | gatunek monotypowy | północno-środkowy Ekwador (Carchi) na południe do północno-zachodniego Peru (Huánuco); zakres wysokości: 900–1300 m n.p.m.                                              | DC: 10,2–16,2 cm DO: 13,8–18,4 cm MC: brak danych  | LC          |
|         | Nephelomys auriventer    | (O. Thomas, 1899)                            | podchmurnik złotobrzuchy | gatunek monotypowy | nierównomiernie we wschodnich Andach środkowego Ekwadoru (górny bieg rzeki Pastaza) i południowo-środkowego Peru (rzeka Apurímac); zakres wysokości: 1140–2950 m n.p.m. | DC: 14–17,3 cm DO: 16–19,1 cm MC: 115–120 g        | LC          |
|         | Nephelomys moerex        | (O. Thomas, 1914)                            |                          | gatunek monotypowy | endemit Ekwadoru (północno-zachodnie i południowo-zachodnie zbocza stratowulkanu Pichincha oraz rzeki Mindo); zakres wysokości: 1200–2800 m n.p.m.                      | DC: 11,4–16 cm DO: 13,9–16,9 cm MC: około 42 g     | NE          |
|         | Nephelomys nimbosus      | (Anthony, 1926)                              |                          | gatunek monotypowy | endemit Ekwadoru (kilka miejsc we wschodnich Andach); zakres wysokości: 2000–2440 m n.p.m.                                                                              | DC: 12,2–14,4 cm DO: 14,7–17 cm MC: około 84 g     | NE          |
|         | Nephelomys keaysi        | (J.A. Allen, 1900)                           | podchmurnik leśny        | gatunek monotypowy | wschodnie zbocza Andów od środkowego Peru do środkowej Boliwii; zakres wysokości: 1000–2600 m n.p.m.                                                                    | DC: 12,5–16,5 cm DO: 14,6–20,7 cm MC: brak danych  | LC          |
|         | Nephelomys levipes       | (O. Thomas, 1902)                            | podchmurnik zwinny       | gatunek monotypowy | wschodnie zbocza Andów od południowo-zachodniego Peru do środkowej Boliwii; zakres wysokości: 1800–3200 m n.p.m.                                                        | DC: 11,3–16,1 cm DO: 14,3–18,5 cm MC: brak danych  | LC          |

Kategorie IUCN:  LC  – gatunek najmniejszej troski;  NE  – gatunki niepoddane jeszcze ocenie.